# حرب الأفيون الأولى
حرب الأفيون الأولى (بالصينية:第一次鴉片戰爭; بالبينيين: Dìyīcì Yāpiàn Zhànzhēng) المعروفة أيضًا باسم الحرب الأنجلوصينية، كانت سلسلة من الاشتباكات العسكرية حدثت بين بريطانيا العظمى وسلالة تشينغ الصينية الحاكمة. اتخذ المسؤولون الصينيون إجراءات صارمة تجاه تجارة الأفيون، وهددوا من يخالفها بعقوبة الإعدام، مما تسبب في خسائر فادحة للحكومة البريطانية حيث كان البريطانيون أبرز موردي الأفيون المخدر للصين وبما أنهم كانوا أقوى بكثير من الناحية العسكرية فقد ألحقوا الهزيمة بالصينيين، وفرضوا عقوبات منحت الدول الكبرى الغربية امتيازات تجارية خاصة في الصين.

## خلفية لأسباب بداية رواج الأفيون في الصين
خلق الطلب على السلع الصينية الفاخرة (ولا سيما الحرير والبورسلان والشاي) حالة من اختلال التوازن التجاري بين الصين وبريطانيا، وأخذت الفضة الأوروبية تتدفق إلى الصين من خلال نظام غوانزو، الذي حصر دخول السلع الأجنبية عن طريق ميناء مدينة غوانزو في الجنوب. ولتعديل اختلال التوازن هذا، بدأت شركة الهند الشرقية البريطانية بزراعة الأفيون في البنغال، ضمن حدود ما يُعرف اليوم ببنغلاديش، وسمحت للتجار البريطانيين بتهريبه إلى الصين بشكل غير شرعي. عكس تدفق المخدرات توازنَ الصين التجاري، ففرغ الاقتصاد من الفضة، وزاد أعداد مدمني الأفيون في البلاد، وتلك نتائج تسببت بقلق حقيقي للمسؤولين الصينيين.
في عام 1839، إثر رفض الإمبراطور داو غوانغ الاقتراحات بتشريع الأفيون وفرض الضرائب عليه، كلف النائب لين زيكسو بالذهاب إلى غوانزو ووضْعِ حدٍّ نهائي لتجارة الأفيون. كتب لين رسالة مفتوحة إلى الملكة فيكتوريا يستجدي فيها مسؤوليتها الأخلاقية من أجل إيقاف تجارة الأفيون. وحين فشل في الحصول على رد، سعى في بداية الأمر إلى جعل الشركات الأجنبية تتخلى عن مخازن الأفيون خاصتها في مقابل الشاي، لكن هذه الخطة فشلت كذلك في النهاية. حينها لجأ لين إلى استخدام القوة في منطقة التجار الغربيين، فصادر كامل المخزون وأمر بحصار السفن الأجنبية بهدف جعلها تسلم حمولتها من الأفيون. صادر لين 20,283 صندوقًا من الأفيون (ما يقارب 1210 طن أو 2.66 مليون رطل).
ردت الحكومة البريطانية على ذلك من خلال إرسال قوة عسكرية إلى الصين، واستخدمت البحرية الملكية خلال النزاع الناتج قوتها الملاحية والمدفعية كي تلحق سلسلة من الهزائم الحاسمة بالإمبراطورية الصينية، ودرجت الإشارة إلى هذا التكتيك لاحقًا باسم «دبلوماسية مدافع الأسطول».
وفي عام 1842، اُرغِمت سلالة تشينغ الحاكمة على توقيع معاهدة نانجينغ -أولى المعاهدات التي بات الصينيون يشيرون إليها لاحقًا باسم «المعاهدات غير المتكافئة»- التي منحت بريطانيا تعويضًا وحصانة إقليمية، وفتحت خمسة من موانئ المعاهدة للتجار الأجانب، وجعلت الصين تتنازل عن جزيرة هونغ كونغ لصالح الإمبراطورية البريطانية. وأدى فشل المعاهدة في تحقيق الأهداف البريطانية المتمثلة في تحسين العلاقات التجارية والدبلوماسية إلى حرب الأفيون الثانية (1856-60)، وأفضى الضعف الملحوظ لدى سلالة تشينغ الحاكمة إلى اضطراب اجتماعي داخل الصين، ولاسيما تمرد تايبينغ، الذي قاتلت سلالة تشينغ خلاله مملكة تايبينغ السماوية. في الصين، تعتبر الحرب بداية التاريخ الصيني الحديث.

## اتّفاقية مذلّة
وأهم ماتنص عليه هذه الاتفاقية هو تنازل الصين عن جزر هونغ كونغ لبريطانيا والتي أصبحت فيما بعد قاعدة عسكرية وسياسية لها وتم فتح خمسة موانئ للتجارة البريطانية ودفع تعويضات للبريطانيين عن نفقات الحرب. وتحديد تعرفة جمركية على الواردات البريطانية باتفاق الجانبين، مما أفقد الصين سيادتها في فرض الضرائب. كما نصت الاتفاقية علي تطبيق نص الدولة الأولى بالرعاية في التجارة.
وفي العام التالي، أجبرت بريطانيا الصين على توقيع ملحق لهذه الاتفاقية ينص بتحديد نسبة 5% علي الصادرات البريطانية إلى الصين. وتعتبر اتفاقية فان جينج بداية سلسلة من الاتفاقات غير المتكافئة والمهينة التي وقعتها الصين مع الدول الغربية في ذلك الوقت.

## الدور الأمريكي
أسهمت أمريكا في هذه الحرب بقوة رمزية لارتباط مصالحها بها فشركاتها كانت تسهم في تجارة الأفيون مع الشركات البريطانية كما يهمها أيضا فتح أبواب الصين أمام تجارتها. لذلك فبعد انتهاء الحرب طالبت الولايات المتحدة بالحصول على نفس الامتيازات التي حصلت عليها بريطانيا، وهددت باستخدام القوة، ووافقت الصين على ذلك، وتم توقيع معاهدة وانج شيا في عام 1844م والتي تحصل أمريكا بمقتضاها على شرط الدولة الأكثر رعاية والذي يتيح لها الحصول علي نفس المعاملة التجارية للصادرات التجارية البريطانية وشجع ذلك فرنسا على طلب امتيازات مماثلة بالإضافة الي حق التبشير الكاثوليكي، وتبعتها بلجيكا والسويد والدنمارك، ووافق الإمبراطور على أساس تطبيق مبدأ المعاملة المتساوية للجميع.